# Comuna Ostrov, Constanța
Ostrov este o comună în județul Constanța, Dobrogea, România, formată din satele Almălău, Bugeac, Esechioi, Galița, Gârlița și Ostrov (reședința).

## Descoperiri arheologice
Pe insula „Păcuiul lui Soare” de pe Dunăre se găsesc ruinele unei cetăți bizantine din secolele al X-lea–al XIII-lea, din care cea mai mare parte a fost deja erodată de Dunăre. Se mai văd o poartă (cu amenajare portuară) și o parte din incintă.

## Rezervații naturale
Conform informațiilor indicate de Ministerul Mediului, pe teritoriul comunei se află două rezervații naturale: Lacul Bugeac și Pădurea Esechioi.

## Activități economice
Cei aproximativ 6.000 de locuitori se ocupă în special cu viticultura, pomicultura, creșterea animalelor și păstoritorul.
300 dintre aceștia sunt angajați permanenți ai Ostrovit, producătorul vinurilor Domeniile Ostrov, compania angajând în plin vârf de sezon până la 1.000 de persoane.

## Demografie
Componența etnică a comunei Ostrov
     Români (94,74%)
     Alte etnii (0,2%)
     Necunoscută (5,06%)
Componența confesională a comunei Ostrov
     Ortodocși (94,27%)
     Alte religii (0,48%)
     Necunoscută (5,26%)
Conform recensământului efectuat în 2021, populația comunei Ostrov se ridică la 4.586 de locuitori, în scădere față de recensământul anterior din 2011, când fuseseră înregistrați 5.069 de locuitori. Majoritatea locuitorilor sunt români (94,74%), iar pentru 5,06% nu se cunoaște apartenența etnică. Din punct de vedere confesional, majoritatea locuitorilor sunt ortodocși (94,27%), iar pentru 5,26% nu se cunoaște apartenența confesională.

## Politică și administrație
Comuna Ostrov este administrată de un primar și un consiliu local compus din 13 consilieri. Primarul, Niculae Dragomir[*], de la Partidul Social Democrat, este în funcție din 2004. Începând cu alegerile locale din 2024, consiliul local are următoarea componență pe partide politice:
|  | Partid                          | Consilieri | Componența Consiliului | Componența Consiliului | Componența Consiliului | Componența Consiliului | Componența Consiliului | Componența Consiliului |
|  | ------------------------------- | ---------- | ---------------------- | ---------------------- | ---------------------- | ---------------------- | ---------------------- | ---------------------- |
|  | Partidul Social Democrat        | 6          |                        |                        |                        |                        |                        |                        |
|  | Partidul Național Liberal       | 5          |                        |                        |                        |                        |                        |                        |
|  | Alianța pentru Unirea Românilor | 2          |                        |                        |                        |                        |                        |                        |